# Trofeo Lady Byng

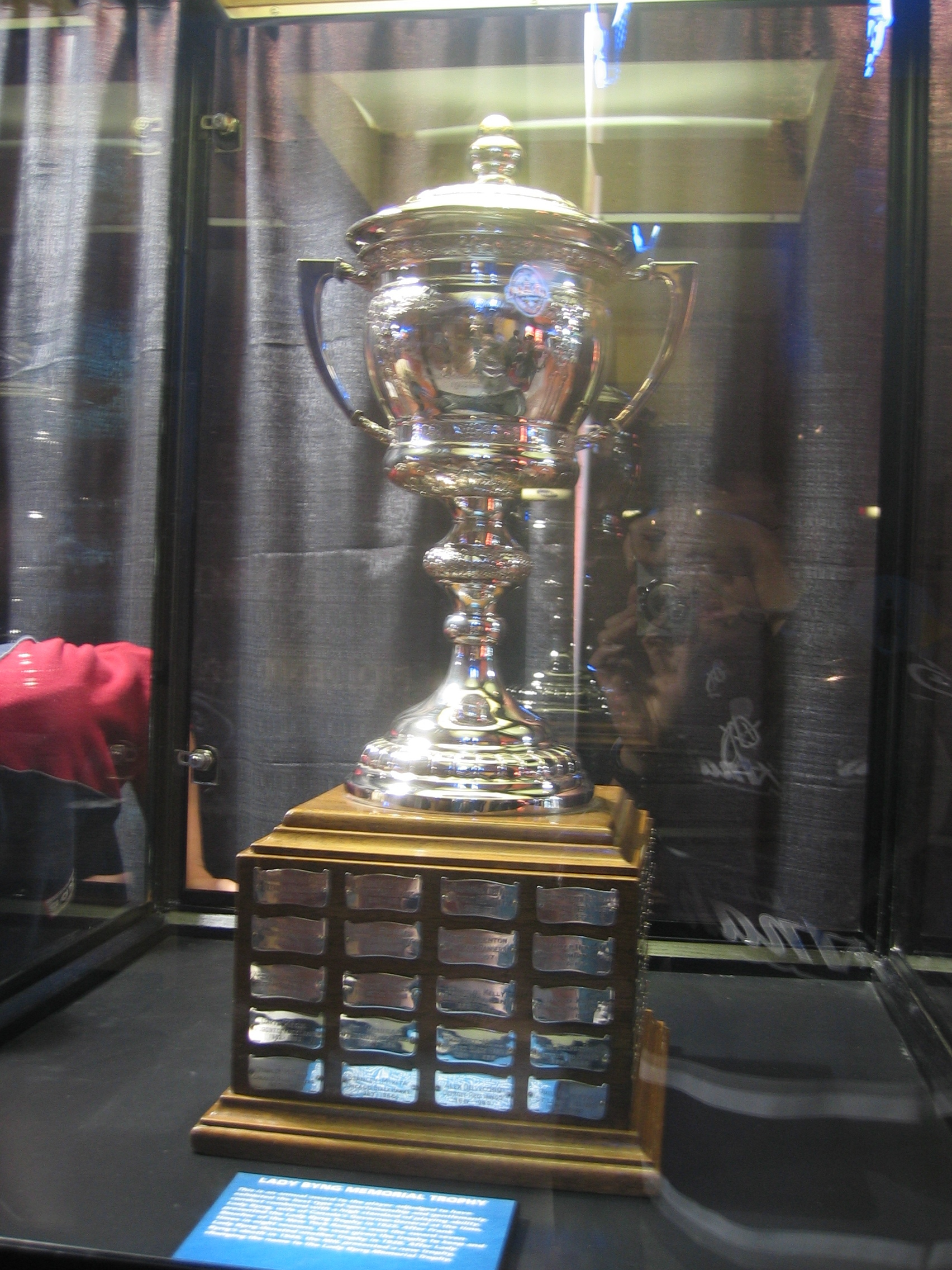
El Trofeo Memorial Lady Byng.

El Trofeo Memorial Lady Byng (o solamente Trofeo Lady Byng) es entregado cada año por la National Hockey League al jugador que haya sido votado por la Asociación de Periodistas de Hockey Profesional haber demostrado la mayor deportividad, civismo y mejor nivel de juego dentro de la pista de hielo.
El trofeo se denomina así por Lady Byng, esposa del vizconde de Vimy, un héroe de guerra que fue gobernador general de Canadá en 1925. Lord y lady Byng eran grandes aficionados al deporte, con especial interés en el hockey sobre hielo. Lord Byng raramente se perdía un partido de los Ottawa Senators y su esposa lo acompañaba a menudo. Lady Byng entregó su primer trofeo en 1925.
El jugador de los New York Rangers Frank Boucher ganó el trofeo 7 veces en 8 años, y se le dio el trofeo en propiedad. Lady Byng donó un segundo trofeo en 1936.
Cuando Lady Byng falleció en 1949, la NHL entregó otro trofeo denominado Trofeo Memorial Lady Byng.

## Ganadores del Trofeo Memorial Lady Byng
- 2021-22, Kyle Connor, Winnipeg Jets
- 2020-21, Jaccob Slavin, Carolina Hurricanes
- 2019-20, Nathan MacKinnon, Colorado Avalanche
- 2018-19, Aleksander Barkov, Florida Panthers
- 2017-18, William Karlsson, Vegas Golden Knights
- 2016-17, Johnny Gaudreau, Calgary Flames
- 2015-16, Anze Kopitar, Los Angeles Kings
- 2014-15, Jiri Hudler, Calgary Flames
- 2013-14, Ryan O'Reilly, Colorado Avalanche
- 2012-13, Martin St. Louis, Tampa Bay Lightning
- 2011-12, Brian Campbell, Florida Panthers
- 2010-11, Martin St. Louis, Tampa Bay Lightning
- 2009-10, Martin St. Louis, Tampa Bay Lightning
- 2008-09, Pavel Datsyuk, Detroit Red Wings
- 2007-08, Pavel Datsyuk, Detroit Red Wings
- 2006-07, Pavel Datsyuk, Detroit Red Wings
- 2005-06, Pavel Datsyuk, Detroit Red Wings
- 2004-05, Vacante por huelga de jugadores
- 2003-04, Brad Richards, Tampa Bay Lightning
- 2003, Alexander Mogilny, Toronto Maple Leafs
- 2002, Ron Francis, Carolina Hurricanes
- 2001, Joe Sakic, Colorado Avalanche
- 2000, Pavol Demitra, Saint Louis Blues
- 1999, Wayne Gretzky, New York Rangers
- 1998, Ron Francis, Pittsburgh Penguins
- 1997, Paul Kariya, Mighty Ducks of Anaheim
- 1996, Paul Kariya, Mighty Ducks of Anaheim
- 1995, Ron Francis, Pittsburgh Penguins
- 1994, Wayne Gretzky, Los Angeles Kings
- 1993, Pierre Turgeon, New York Islanders
- 1992, Wayne Gretzky, Los Angeles Kings
- 1991, Wayne Gretzky, Los Angeles Kings
- 1990, Brett Hull, Saint Louis Blues
- 1989, Joe Mullen, Calgary Flames
- 1988, Mats Naslund, Montreal Canadiens
- 1987, Joe Mullen, Calgary Flames
- 1986, Mike Bossy, New York Islanders
- 1985, Jari Kurri, Edmonton Oilers
- 1984, Mike Bossy, New York Islanders
- 1983, Mike Bossy, New York Islanders
- 1982, Rick Middleton, Boston Bruins
- 1981, Rick Kehoe, Pittsburgh Penguins
- 1980, Wayne Gretzky, Edmonton Oilers
- 1979, Bob MacMillan, Atlanta Flames
- 1978, Butch Goring, Los Angeles Kings
- 1977, Marcel Dionne, Los Angeles Kings
- 1976, Jean Ratelle, New York Rangers/Boston Bruins
- 1975, Marcel Dionne, Detroit Red Wings
- 1974, Johnny Bucyk, Boston Bruins
- 1973, Gilbert Perreault, Buffalo Sabres
- 1972, Jean Ratelle, New York Rangers
- 1971, Johnny Bucyk, Boston Bruins
- 1970, Phil Goyette, Saint Louis Blues
- 1969, Alex Delvecchio, Detroit Red Wings
- 1968, Stan Mikita, Chicago Black Hawks
- 1967, Stan Mikita, Chicago Black Hawks
- 1966, Alex Delvecchio, Detroit Red Wings
- 1965, Bobby Hull, Chicago Black Hawks
- 1964, Ken Wharram, Chicago Black Hawks
- 1963, Dave Keon, Toronto Maple Leafs
- 1962, Dave Keon, Toronto Maple Leafs
- 1961, Red Kelly, Toronto Maple Leafs
- 1960, Don McKenney, Boston Bruins
- 1959, Alex Delvecchio, Detroit Red Wings
- 1958, Camille Henry, New York Rangers
- 1957, Andy Hebenton, New York Rangers
- 1956, Earl Reibel, Detroit Red Wings
- 1955, Sid Smith, Toronto Maple Leafs
- 1954, Red Kelly, Detroit Red Wings
- 1953, Red Kelly, Detroit Red Wings
- 1952, Sid Smith, Toronto Maple Leafs
- 1951, Red Kelly, Detroit Red Wings
- 1950, Edgar Laprade, New York Rangers
- 1949, Bill Quackenbush, Detroit Red Wings
- 1948, Bud O'Connor, New York Rangers
- 1947, Bobby Bauer, Boston Bruins
- 1946, Toe Blake, Montreal Canadiens
- 1945, Bill Mosienko, Chicago Black Hawks
- 1944, Clint Smith, Chicago Black Hawks
- 1943, Max Bentley, Chicago Black Hawks
- 1942, Syl Apps, Toronto Maple Leafs
- 1941, Bobby Bauer, Boston Bruins
- 1940, Bobby Bauer, Boston Bruins
- 1939, Clint Smith, New York Rangers
- 1938, Gordie Drillon, Toronto Maple Leafs
- 1937, Marty Barry, Detroit Red Wings
- 1936, Doc Romnes, Chicago Black Hawks
- 1935, Frank Boucher, New York Rangers
- 1934, Frank Boucher, New York Rangers
- 1933, Frank Boucher, New York Rangers
- 1932, Joe Primeau, Toronto Maple Leafs
- 1931, Frank Boucher, New York Rangers
- 1930, Frank Boucher, New York Rangers
- 1929, Frank Boucher, New York Rangers
- 1928, Frank Boucher, New York Rangers
- 1927, Billy Burch, New York Americans
- 1926, Frank Nighbor, Ottawa Senators
- 1925, Frank Nighbor, Ottawa Senators